# Čelikovina
Čelikovina je naseljeno mjesto u općini Kaknju, Federacija Bosne i Hercegovine, BiH. Upravno je dodijeljena Ričici, u čijem se središnjem dijelu nalazi.

## Povijest
U prošlosti se na ovom mjestu topio čelik po čemu je ovo selo dobilo ime.
Teško stradala u bošnjačko-muslimanskoj agresiji na okružene Hrvate kakanjske općine. U akciji etničkog čišćenja područja kakanjske općine od Hrvata, bošnjačko-muslimanske snage etnički su očistile hrvatsko selo Čelikovinu.

## Prosvjeta
U Čelikovini je područna osnovna škola.

## Stanovništvo
Na temelju božićnog blagoslova obitelji sutješka rimokatolička župa sv. Ivana Krstitelja napravila je statističke podatke o broju obitelji i župljana po selima u svojoj župi za 2017. godinu. U podatke su uračunani samo oni, koji žive stalno ili minimalno 6 mjeseci na području župe. U Čelikovini i Babićima, kako ih zajedno bilježi rimokatolička župa, bile su 2 obitelji s 4 stanovnika, jedan samac.

## Znamenitosti
U Čelikovini je nekropola stećaka Saračevo brdo. Šefik Bešlagić je ovdje zabilježio 15 stećaka, a kasnijima istraživanjima ovdje su našli samo četiri očuvana stećka u obliku sanduka i to jedan s postoljem. Svi su usmjereni u pravcu sjeveroistok-jugozapad. Ovo se groblje u narodu naziva "grčko groblje".